# سجل الإقلاع الموسع
سجل الإقلاع الموسع (بالإنجليزية: extended boot record (EBR)) أو السجل الموسع لإقلاع القسم extended partition boot record (EPBR)، هو عبارة عن موصف للقسم المنطقي logical partition الذي يعمل على الأقراص التي تستخدم نظام دوس common DOS للتقسيم. عندما يكون هناك مدخل لسجل إقلاع الموسع واحد (وواحد فقط) في سجل الإقلاع الرئيسي، فيمكن فيما بعد عمل عدة أقسام منطقية فرعية من هذا القسم المنطقي، ويكون الهيكل الفعلي للقسم الموسع موصف بواحد أو أكثر من EBRs والتي تكون موجودة داخل سجل الإقلاع الموسع.
المعنى إن هذا السجل موجود في سجل الإقلاع الرئيسي ويحتوي على بعض البيانات للأقسام الموسعة حتى يستطيع نظام التشغيل معرفة أماكن الأقسام الموسعة ويصل لها بسهولة.

## معماريته
| Offsets within EBR sectors        | Offsets within EBR sectors        | المحتويات | المساحه |
| نظام عد ستة عشري                  | نظام عد عشري                      | المحتويات | بالبايت |
| --------------------------------- | --------------------------------- | --- | ------- |
| 000 – 1BD                         | 000 – 445                         | Generally unused; normally filled with zeroes; may contain another boot loader i.e. a partition boot record, for example in conjunction with سجل الإقلاع الرئيسيs | 446     |
| 1BE – 1CD                         | 446 – 461                         | Partition table's first entry | 16      |
| 1CE – 1DD                         | 462 – 477                         | Partition table's second entry | 16      |
| 1DE – 1ED                         | 478 – 493                         | Unused third entry filled with zeroes | 16      |
| 1EE – 1FD                         | 494 – 509                         | Unused fourth entry filled with zeroes | 16      |
| 1FE - 1FF                         | 510 - 511                         | Signature 55AAh in big-endian network order, same as little-endian 0xAA55. On disk: 0x55 at offset 510 and 0xAA at offset 511.                                    | 2       |
| EBR, total size: 446 +(4×16) +2 = | EBR, total size: 446 +(4×16) +2 = | EBR, total size: 446 +(4×16) +2 = | 512     |